# Pavel Němčický
Pavel Němčický (* 13. srpna 1977 Uherské Hradiště) je bývalý profesionální český fotbalový obránce.

## Kariéra
Začínal v Kunovicích, hrál v Uherském Hradišti a v Liberci, odkud v létě 1999 přišel do Starého Města. Nyní je trenérem v týmu TJ Osvětimany.